# Museo Egipcio Rosacruz
El Museo Egipcio Rosacruz, fundado por la Orden Rosacruz AMORC, es un museo sobre el antiguo Egipto situado en el Parque Rosacruz de AMORC en la vecindad del Jardín de la Rosa de San José (California), Estados Unidos.

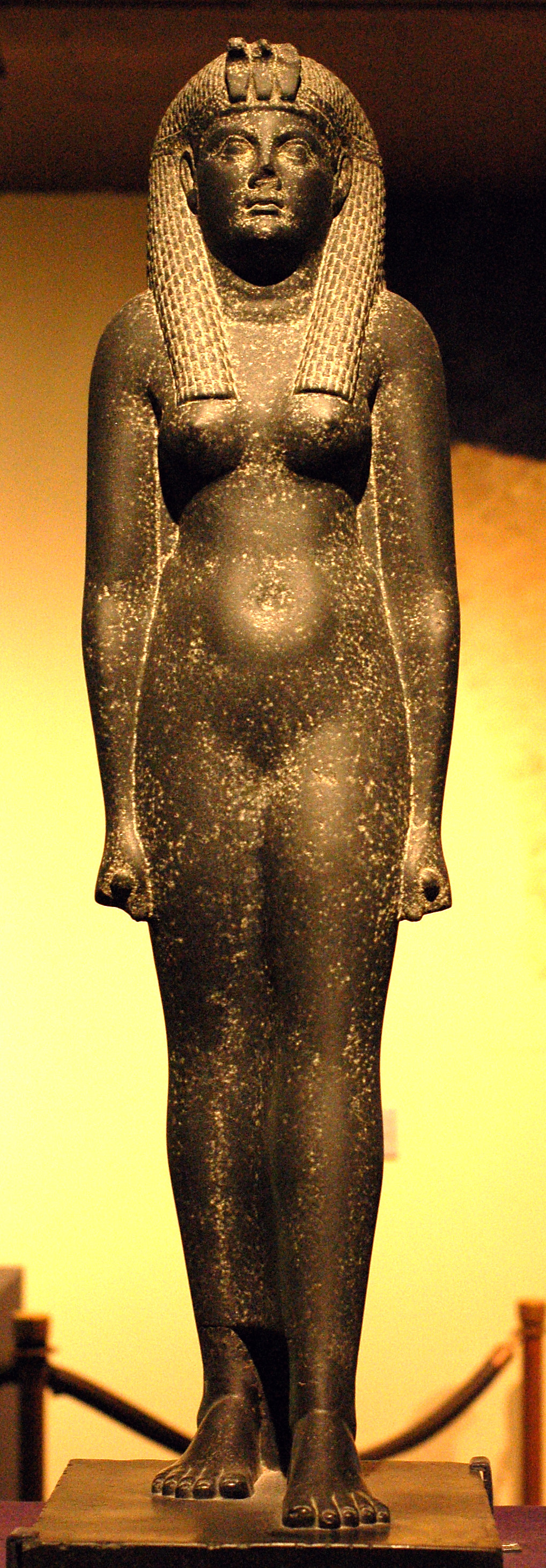
Estaua de Cleopatra del Museo Egipcio Rosacruz.

El fundador de AMORC, Harvey Spencer Lewis, era coleccionista de objetos con simbolismo místico, algunos de ellos orientales. En 1921 ayudó financieramente a las excavaciones arqueológicas en Tell el-Amarna (la ciudad del faraón Akenatón) a la sociedad de exploraciones de Egipto de Boston, recibiendo donaciones de miembros de AMORC. A su vuelta, la sociedad de exploraciones de Egipto donó varias antigüedades egipcias a AMORC.
En 1928 presentó al público la colección del "museo oriental egipcio Rosacruz", situado en los edificios de la administración de AMORC, en San José (California).
Después del viaje del Dr. Lewis a Egipto en 1929, AMORC recibió muchos más objetos y donaciones y consecuentemente la colección creció perceptiblemente, con más de 2000 objetos expuestos.
El segundo Imperator de AMORC, Ralph Maxwell Lewis, hijo de Harvey Spencer Lewis, decidió construir los edificios nuevos del museo que se abrieron en noviembre de 1966.
En esa época el museo llegó a ser:
- La exposición más grande de antigüedades egipcias en el occidente de Estados Unidos
- El único museo del mundo con edificios construidos imitando el estilo arquitectónico del antiguo Egipto.
- Situado en un hermoso parque también de estilo egipcio.

En 1995 Julie Scott, Gran Maestra de la Orden Rosacruz AMORC, se convirtió en la directora del museo.
Una notable actividad ocurrió en 1999, cuando el museo comenzó la exposición itinerante "Mujeres del Nilo" acompañada de conferencias. "Mujeres del Nilo" viajó a través de los Estados Unidos y Canadá, hasta 2001. En 2000-2002 una estatua de piedra de Cleopatra viajó a Roma, Londres y Chicago en exposiciones similares.
La orden Rosacruz AMORC continúa apoyando y ampliando el museo y sus actividades educativas y científicas.